# Lac Tremblay (Saint-Michel-des-Saints)
Pour les articles homonymes, voir Tremblay.
Le lac Tremblay est un plan d'eau douce de la municipalité de Saint-Michel-des-Saints, dans la municipalité régionale de comté (MRC) de Matawinie, dans la région administrative de Lanaudière, au Québec, au Canada.

## Géographie
Le lac Tremblay est situé à :
- 1,8 km au nord-est du lac de la Bouteille (Matawinie),
- 2,9 km à l'ouest de "lac de tête" de la rivière Sans Bout,
- 1,4 km au sud de la Baie de la Bouteille (Matawinie),
- 4,2 km au sud-ouest du Grand lac des Îles (Baie-de-la-Bouteille),
- 14,7 km au nord-est de la baie Ignace du Réservoir Taureau.

Les principaux bassins versants voisins sont :
- à l'ouest : la rivière de la Bouteille (Matawinie) ;
- au sud : le versant des lacs des Frelons, des Moutiques et des Cousins qui se déversent vers l'ouest dans le lac de la Bouteille (Matawinie) ;
- à l'est : le versant du lac de la Tête de la rivière Sans Bout qui coule vers le sud-est ;
- au nord-est : le versant de la rivière des Îles ;
- au nord : le versant du ruisseau Brûlé.

D'une longueur de 3,0 km (orienté vers le nord-ouest), le lac Tremblay s'approvisionne des eaux de :
- au sud : la décharge du lac seul,
- à l'est : la décharge du lac Biro,
- au nord-est : la décharge des lacs Cornu, des Abeilles et Mineur. Cette décharge traverse une zone de marécages qui s'étend sur 1,8 km vers le nord-ouest.

Un barrage de retenue a été érigé à son embouchure, située au nord-ouest. La décharge coule sur 2,6 km vers le nord-ouest, jusqu'au ruisseau de la Bouteille (Matawinie) lequel se dirige vers le nord. À partir de l'embouchure de la décharge du lac Tremblay, le ruisseau de la Bouteille (Matawinie) coule 3,1 km vers le nord, jusqu'à la rive sud de la Baie de la Bouteille (Matawinie) laquelle fait partie du Réservoir Taureau.

## Toponymie
Le patronyme "Tremblay" est le nom de famille d'origine française le plus courant dans l'histoire de l'Amérique du Nord. Selon la Banque des noms de lieux du Québec, ce patronyme figure dans 398 toponymes québécois, notamment des : lacs, cours d'eau, rivières, ruisseaux, coulées, chemins, rues, avenues, montées, côtes, embranchement, routes, montagnes, monts, canton, secteur, savane, parc, terrasse, sentier, impasse, fosse, stationnement...
Le toponyme "lac Tremblay" a été officialisé le 5 décembre 1968 à la Banque des noms de lieux de la Commission de toponymie du Québec.